# La Pagua, Veracruz
La Pagua är en ort i Mexiko.   Den ligger i kommunen Chicontepec och delstaten Veracruz, i den sydöstra delen av landet, 210 km nordost om huvudstaden Mexico City. La Pagua ligger 324 meter över havet och antalet invånare är 642.
Terrängen runt La Pagua är platt norrut, men söderut är den kuperad. La Pagua ligger uppe på en höjd. Runt La Pagua är det ganska tätbefolkat, med 65 invånare per kvadratkilometer. Närmaste större samhälle är Chicontepec de Tejada, 18,9 km väster om La Pagua. Trakten runt La Pagua består till största delen av jordbruksmark.